# 영암 녹동서원 소장 목판 및 고문서류
영암 녹동서원 소장 목판 및 고문서류(靈巖 鹿洞書院 所藏 木版 및 古文書類)는 대한민국 전라남도 영암군 영암읍 교동리, 녹동서원에 있는 목판 및 고문서류이다. 1992년 11월 30일 전라남도의 유형문화재 제183호로 지정되었다.

## 개요
이 유물들은 녹동서원에 보관되어 있다. 녹동서원은 인조 8년(1630)년에 ‘존양사(存養祠)’라는 이름으로 창건되어, 숙종 39년(1713)에 ‘녹동’이란 사액을 받아 오늘에 이르고 있다. 이 서원에는 창건당시 연촌 최덕지(1384∼1455)만을 모시고 있었으나, 그 뒤 최덕지의 손자인 산당 최충성(1458∼1491), 문곡 김수항(1629∼1689), 농암 김창협(1651∼1708) 등을 차례로 모셨다.
현재 많은 고문서류와 목판 등이 보관되어 있다. 대표적인 고문서로는 원생들의 명단을 적은『서원청금안』25책, 『서원서재유안』2책, 『심원록』5책, 『합경재보노안』3책 등을 비롯하여 통문, 완의, 노비기증문서 등의 낱장 문서가 있다. 또한 목판으로는 『연촌유사』, 『문곡집』, 『산당집』등 모셔진 인물들의 문집 목판과 인근지역의 인물의 『석천집』 등이 있다.
이 유물들은 녹동서원의 연혁, 조직과 운영, 경제기반, 유생들의 명단 등 종합적이고 다각적인 매우 귀중한 자료이다.

## 같이 보기
- 녹동서원

## 참고 문헌
- 영암녹동서원소장목판및고문서류 - 국가유산청 국가유산포털